# José Manuel Villegas
José Manuel Villegas Pérez (Barcelona, 3 de julio de 1968) es un político español. Fue secretario general del partido político Ciudadanos entre 2017 y 2020.

## Biografía
De padre almeriense y madre soriana, nació en el distrito obrero de Nou Barris (Barcelona) en 1968. Es licenciado en Derecho, especializado en Derecho concursal, por la Universidad Autónoma de Barcelona. Su trayectoria profesional se ha desarrollado como asesor fiscal con despacho propio.  
En su juventud fue miembro de la Juventud Socialista de Cataluña. Miembro de Ciudadanos-Partido de la Ciudadanía (Cs) desde su fundación en 2006, en el Congreso fundacional fue quien decidió que el presidente se eligiera por orden alfabético y resultó por tanto designado Albert Rivera. Formó parte del Comité Ejecutivo del partido desde 2007. Fue candidato de la coalición Libertas-Ciudadanos de España en las elecciones al Parlamento Europeo de 2009. En las elecciones al Parlamento de Cataluña de 2012 fue elegido diputado como número 5 en la candidatura por la provincia de Barcelona. Dirigió las campañas electorales autonómicas de Cataluña de 2006, 2010 y 2012. En las Elecciones generales de España de 2015 fue elegido diputado por la circunscripción de Barcelona. El 25 de febrero de 2019 anuncia su presentación a las primarias para ser candidato de Ciudadanos por Almería para las Elecciones generales de España de 2019 celebradas el 28 de abril de 2019.
En el Comité Ejecutivo del partido fue secretario de Relaciones Institucionales y después secretario de Organización; también fue jefe del Gabinete del presidente. Desde 2016 hasta 2019 fue secretario general del partido. Tras la dimisión del presidente del partido, Albert Rivera, el 11 de noviembre de 2019, por los malos resultados electorales, ocupó el cargo de presidente de Ciudadanos en funciones hasta la constitución de la comisión gestora que llevó al partido a una asamblea extraordinaria y a la elección de Inés Arrimadas para presidir el partido. Abandonó la política y en marzo de 2020 se incorporó al bufete de abogados al que recaló Albert Rivera como vicepresidente ejecutivo para España y Portugal y director de la sede en Madrid. En 2022, tras abandonar ambos políticos dicho bufete, Villegas y Rivera se asociaban para fundar una empresa consultora «centrada en labores de asesoraría para empresas, inversores y emprendedores».